# Slottsskogen

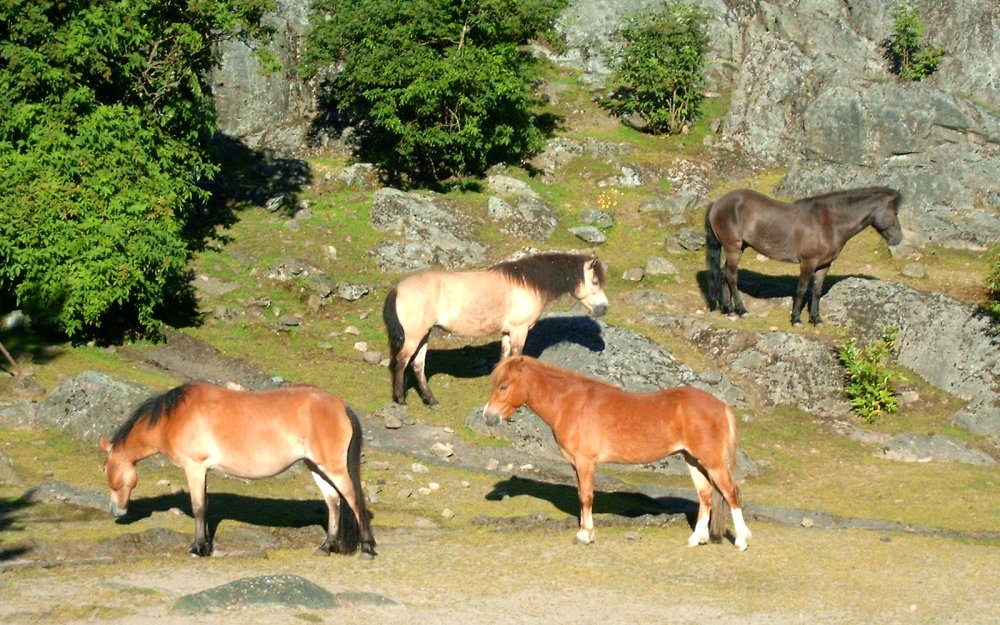
Os póneis da Gotlândia no Slottskogen

O Slottsskogen,  ou Slottsskogsparken, é um grande parque da cidade sueca de Gotemburgo. 
Tem uma área de 137 hectares, e vai de Masthugget a sul até Slottsskogsvallen a norte, e de Kungsladugård a oeste até Linnéplatsen e Änggård a leste.
Tem um ”Mini-Zoo” onde se podem ver alces e outros animais da Suécia, e para os mais pequenos um ”Zoo das Crianças” com póneis para montar e outros animais mansos.

Tem ainda um lago com focas, um lago com pinguins, um vale com azáleas de muitas cores, e uma área com cabanas tradicionais das províncias históricas suecas.

Dispõe de dois restaurantes e de vários quiosques, assim como de um parque de brincadeiras para crianças.

O Museu de História Natural de Gotemburgo e o Observatório de Slottsskogen ficam dentro do parque.